# Квінт Фабій Максим (консул 121 року до н. е.)
Квінт Фа́бій Макси́м Алобро́зький (лат. Quintus Fabius Maximus Allobrogicus; 164 до н. е. — 110 до н. е.) — політичний та військовий діяч Римської республіки, консул 121 року до н. е.

## Життєпис
Походив з двох патриціанських родів Фабіїв та Еміліїв. Син Квінта Фабія Максима Еміліана, консула 145 року до н. е. Замолоду вів безладний спосіб життя, утім, згодом здобув авторитет і повагу в суспільстві.
У 134 році до н. е. став квестором за підтримки свого дяді Сципіона Еміліана, потім під його керуванням воював під Нуманцією (Іспанія). У 129 році до н. е. організував поховання Сципіона Еміліана. У 123 році до н. е. був пропретором Ближньої Іспанії, де організував збір та забезпечення Римської республіки зерном. Задля цього зчинив значні утиски місцевого населення. За пропозицією народного трибуна Гая Гракха зерно було продано, а отриманні кошти повернені іспанським містам, самому же Квінту винесено догану.
У 121 році до н. е. Квінта Фабія було обрано консулом разом із Луцієм Опімієм. Під час своєї каденції воював із галльськими племенами арвернів та аллоброгів у Трансальпійській Галлії. 8 серпня у вирішальній битві при злитті річок Ісар та Родан Квінт Фабій повністю розбив ворога. У 120 році отримав тріумф, почесний агномен «Алоброзький», а в місці перемоги спорудив пам'ятник Перемозі, храми Марса й Геркулеса, водночас на римському форумі — тріумфальну арку.
У 113 році до н. е. очолював посольство в Магнесії (Мала Азія), де розглядав суперечку поміж критськими містами Ітан та Єрапітна. Останньою справою була участь в обговоренні та голосуванні стосовно земельного закону.

## Родина
- Квінт Фабій Максим